# 34534 Nogueira
34534 Nogueira è un asteroide della fascia principale. Scoperto nel 2000, presenta un'orbita caratterizzata da un semiasse maggiore pari a 2,4172687 au e da un'eccentricità di 0,0678402, inclinata di 7,46726° rispetto all'eclittica.